# Caussens
Caussens é uma comuna francesa na região administrativa de Occitânia, no departamento de Gers. Estende-se por uma área de 13,27 km². Em 2010 a comuna tinha 622 habitantes (densidade: 46,9 hab./km²).